# And Love Said No
"And Love Said No" é uma canção escrita por Ville Valo, gravada pela banda HIM.
É o segundo single do álbum dos melhores êxitos de 14 de Março de 2004, And Love Said No: The Greatest Hits 1997-2004.

## Paradas
| Paradas                 | Posições |
| ----------------------- | -------- |
| Finlândia - Mitä hittiä | 2        |